# Franz Danzi
Franz Ignaz Danzi (Schwetzingen of Mannheim, 15 juni 1763 - Karlsruhe, 13 april 1826) was een Duitse componist en dirigent.

## Leven
Net als zijn zus Franziska Dorothea Danzi kreeg Franz Danzi les van zijn vader, de Italiaanse cellist Innocenz Danzi (overleden 26 april 1798 in München) en van Georg Joseph Vogler.
Danzi werd al in 1778 (op zijn 15e) cellist in het orkest van de keurvorst van Mannheim. Zijn vader was de solocellist van dit orkest, geprezen door Mozart voor zijn spel tijdens de première van de opera Idomeneo. In 1780 werd Danzi's eerste opera Azakia in Mannheim opgevoerd en schreef hij zijn eerste muziek voor houtblazers. Toen het hof van de keurvorst in 1778 in München werd gevestigd, bleef Danzi achter in het provinciaalse Mannheim. Na een leerperiode bij het kleine theaterorkest aldaar ging hij in 1784 ook naar München om zijn vader als eerste cellist op te volgen.
In 1790 trouwde hij met de zangeres Maria Margarethe Marchand. Met haar was hij tot 1796 lid van een operagezelschap, waarmee hij optrad in Leipzig, Praag, Venetië en Florence.
Vanaf 1798 werkte hij als vice-kapelmeester in München, toen een van de belangrijkste muziekcentra van Europa. Na de dood van zijn vrouw op 11 juli 1800 trok hij zich voor een aantal jaren terug uit het openbare leven. Uit onvrede met de manier waarop hij aan het hof werd behandeld en zonder zicht op verdere promotie, verliet hij München in 1807 om kapelmeester te worden aan het kleinere en minder belangrijke hof van de nieuwe koning Frederik I van Württemberg in Stuttgart. Daar werd hij in 1811 ook "opzichter" (afdelingshoofd) voor de blazers in de Karlsschule, het Kunstinstitut des Waisenhauses. Van 1812 tot aan zijn dood werkte Danzi als hofkapelmeester in Karlsruhe.
Als dirigent werd Danzi gezien als consciëntieus en doeltreffend. Danzi zette zich in voor het werk van zijn vriend Carl Maria von Weber, die hem ook in zijn composities zeer beïnvloedde.
Danzi was een kundig componist, al wordt hij over het algemeen niet beschouwd als een van de grootsten. Stilistisch wordt hij gezien als voorloper van de romantiek. Zijn muziek is onderhoudend, welluidend en knap geschreven. Hij componeerde in de meeste van de belangrijke genres uit zijn tijd, waaronder opera, kerkmuziek, orkestmuziek en kamermuziek. Hij is vooral nog bekend door zijn negen blaaskwintetten, waarin alle instrumenten gelijkwaardig worden behandeld.

## Werken (selectie)
Muziektheater
- 11 opera's, waaronder Cleopatra (1780), Camilla und Eugen oder Der Gartenschlüssel (1812) en WilhelmTell (1815)

Voor symfonieorkest
- 8 symfonieën
- 4 soloconcerten voor fluit en orkest (G-majeur op. 30, d-mineur op. 31, d-mineur op. 42, D-majeur op. 43)
- sinfonia concertante voor fluit, klarinet en orkest in Bes-majeur, op. 41
- concert voor klarinet, fagot en orkest in Bes-majeur, op. 47
- 5 concerten voor fagot en orkest

Kamermuziek
- 9 blaaskwintetten (steeds per drie in op. 56, 67 en 68)
- 2 kwintetten voor piano, fluit, hobo, klarinet en fagot (op. 53, 54)
- 1 kwintet voor piano, hobo, klarinet, hoorn en fagot (op. 41)
- 3 kwintetten voor fluit en strijkkwartet
- 3 trio's voor fluit, viool en cello (op. 71)
- strijkkwartetten
- sonate voor bassethoorn en piano (op. 62)

## Danzi als naamgever
- De concertzaal van het cultuurcentrum van de stad Schwetzingen draagt sinds 19 juni 2005 de naam Danzi;
- Het Nederlandse Danzi-kwintet was een wereldberoemd blaaskwintet.